# Pletara
Pletara je jedna od starijih oblika košnica, a svojstvena je bila za dinarsko i panonsko područje, a to su bile zvonolike košnice od pletenoga pruća ili slame. Pletara je košnica koja ima saće koje ne možemo mijenjati po želji. Vađenje meda iz takve košnice je teško i više se uglavnom ne radi. Danas se upotrebljava više iz povjesnih razloga, zbog hvatanja ili proizvodnje rojeva i proizvodnju pčelinjeg voska. Odlike pletare su i da u njima za razliku od "modernijih" košnica koje su preuzele njezino mjesto mali broj pčela može vrlo uspješno preživjeti zimsko razdoblje.
Kako je pletara rađena od prirodnog materijala pčele se u njoj vrlo ugodno osjećaju i brzo napreduju. Pletara bi svakako trebala biti prisutna u svakom pčelinjaku ako ništa drugo toliko da je ne zaboravimo. Nažalost u današnje se "moderno vrijeme" premali broj ljudi bavi proizvodnjom ove stare vrste košnica iako ona u kombinaciji s nastavljačama može predstavljati odličan izvor legla za pravljenje novih pčelinjih zajednica. Kombiniranjem košnica koje se otvaraju odozgo i pletare riješen je problem kontrole i zamjene matica što u radu sa samom pletarom nije bilo moguće. Pletara se kod pčelara koji je upotrebljavaju osim kod proizvodnje pomoćnih društava, pokazala u povijesti kao odličan izvor pčelinjeg voska.

## Povijest
U nekadašnjim nepreglednim prašumama pčele su nalazile bogatu pašu, a u mnogobrojnim šupljinama stabala i stijena udobna mjesta za leglo i skladištenje dodatne hrane, tako da su se pčelinje zajednice u divljini dosta umnožavale, i pored štete koju im je nanosio čovjek svojom krađom meda. Međutim, nestankom velikih prašuma nestali su mnogobrojni povoljni uvjeti za razvoj pčela, a potrebe čovjeka za pčelinjim proizvodima su rasle. Ljudi su u međuvremenu naučili sami da uzgajaju i umnožavaju pčelinje zajednice, tako da su mogli zadovoljiti svoje potrebe za medom, voskom i drugim pčelinjim proizvodima. Na početku čovjek je pratio pčele koje su se vraćale s paše do njihovog gnijezda, zatim je pazio kada se roje, pa rojeve privlačio u šuplja stabla ili druga pristupačnija mjesta, premazujući ih medom. Kasnije je, da bi mu pčele bile što bliže, a njihovi proizvodi što pristupačniji, sam je počeo da pravi prostrane šupljine u krošnjama živih stabala, stavljajući na njih vrata s otvorom za leto (mjesto gdje pčele ulaze u košnicu), a potom označavajući ih svojim znakom (križom najčešće) da ih drugi ne bi prisvojili. Šupljine iskopane u drveću ljudi su neposredno pred samo rojenje premazivali zapaljenim saćem kako bi miris primamio pčele, pa su rojevi rado naseljavali tako pripremljene prostore. Na ovaj način ostvaren je prvi bliži obostrano korisni dodir u odnosu čovjeka i pčela, to jest bio je pripremljen "smještaj" za pčele i počelo se razvijati šumsko pčelarenje. Takvo pčelarenje je bilo najrazvijenije na prostoru današnje Rusije, jer su tu vjerojatno i uslovi bili najpovoljniji.
Najstariji dokaz o odnosu između čovjeka i pčele dolazi iz mlađeg kamenog doba ili neolitika (5 000 do 7.000. pr. Kr.) iz pećine Cuevas de la Araña koje se nalazi u Španjolskoj u blizini Valencije. Slika iz špilje prikazuje čovjeka s posudom koji iz pukotine u stijeni rukom uzima saće. Pčele lete oko njega u koncentričnim krugovima i udaljavaju se jer on koristi dim kojim ih tjera. On je lovac na med, lik koji postoji još i danas u nekim starijim narodima. Vjerojatno čovjek sa slike skuplja pčelinja društva iz šupljina te ih na taj način prenosi i postavlja u neposrednoj blizini kuće.
Kada su iskrčene stare šume i stvorena prva stalna ljudska naselja, pčele su prenesene iz šuma i uzgajane u izdubljenim panjevima - dubina. Kasnije, čovjek je počeo da pravi pletene košnice od pruća (pletara), obljepljujući ih mješavinom izmeta, gline i piljevine, ili samo od slame, dok je u kamenitim krajevima pravio primitivne košnice u stijenama. U Sudanu, Egiptu, u zemljama Bliskog istoka i Male Azije, gdje nema šuma ni pogodnih pećina, pčele su prvobitno živjele u izdubljenoj zemlji, a ljudi su kasnije počeli da prave košnice od ilovače. Tako su stvoreni prvi primitivni pčelinjaci, a čovjek je sve više koristio proizvode pčela, ali uz stalnu brigu da svojim djelovanjem što manje naškodi pčelinjoj zajednici.

## Slike
|                                                         |                                   |                    |                                                     |                         |
| Tradicionalna proizvodnja pletara od slame u Engleskoj. | Tradicionalna pletara iz Škotske. | Pletare iz Srbije. | Pletena košnica ili pletara iz Rennesa (Francuska). | Izgled pletare iznutra. |

## Vanjske poveznice

### Sestrinski projekti
|  | Zajednički poslužitelj ima još gradiva o temi pletare |

### Mrežna mjesta
- Udruga pčelara ULIŠĆE: Vrste košnica  Arhivirana inačica izvorne stranice od 17. travnja 2021. (Wayback Machine)
- (boš.) www.agroklub.ba – Pčelarstvo: Pletare - stare košnice u kojima su pčele zdravije i daju kvalitetniji med